# Списък с бестселърите в САЩ 1960-1969
Списък с бестселърите в САЩ според „Publishers Weekly“ от 1960 до 1969 година.

## 1960
1. Advise and Consent от Allen Drury
2. Hawaii от James A. Michener
3. Гепардът от Джузепе ди Лампедуза
4. The Chapman Report от Ървинг Уолъс
5. Ourselves to Know от Джон О'Хара
6. The Constant Image от Marcia Davenport
7. The Lovely Ambition от Mary Ellen Chase
8. The Listener от Тейлър Колдуел
9. Trustee from the Toolroom от Nevil Shute
10. Sermons and Soda-Water от Джон О'Хара

## 1961
1. Страдание и възторг от Ървинг Стоун
2. Франи и Зуи от Джером Селинджър
3. Да убиеш присмехулник от Харпър Ли
4. Mila 18 от Leon Uris
5. Торбарите от Харолд Робинс
6. Тропик на рака от Хенри Милър
7. Winnie Ille Pu от Alexander Lenard
8. Daughter of Silence от Морис Уест
9. The Edge of Sadness от Edwin O'Connor
10. Зимата на нашето недоволство от Джон Стайнбек

## 1962
1. Ship of Fools от Katherine Anne Porter
2. Dearly Beloved от Ан Мороу Линдберг
3. A Shade of Difference от Allen Drury
4. Youngblood Hawke от Herman Wouk
5. Франи и Зуи от Джером Селинджър
6. Fail-Safe от Eugene Burdick and Harvey Wheeler
7. Seven Days in May от Fletcher Knebel and Charles W. Bailey II
8. The Prize от Ървинг Уолъс
9. Страдание и възторг от Ървинг Стоун
10. The Reivers от Уилям Фокнър

## 1963
1. The Shoes of the Fisherman от Морис Уест
2. The Group от Мери Маккарти
3. По-високо билото, майстори! Сиймор: Запознаване от Джером Селинджър
4. Caravans от James A. Michener
5. Elizabeth Appleton от Джон О'Хара
6. Grandmother and the Priests от Тейлър Колдуел
7. City of Night от John Rechy
8. The Glass-Blowers от Дафни дю Морие
9. Песъчинки от Ричард Макена
10. The Battle of the Villa Fiority от Rumer Godden

## 1964
1. Шпионинът, който дойде от студа от Джон льо Каре
2. Candy от Terry Southern and Mason Hoffenberg
3. Херцог от Сол Белоу
4. Armageddon от Леон Урис
5. The Man от Ървинг Уолъс
6. The Rector of Justin от Louis Auchincloss
7. The Martyred от Richard E. Kim
8. Човек живее само два пъти от Иън Флеминг
9. This Rough Magic от Mary Stewart
10. Convention от Fletcher Knebel and Charles W. Bailey II

## 1965
1. The Source от James A. Michener
2. Нагоре по стълбата, която води надолу от Бел Кауфман
3. Herzog от Сол Белоу
4. The Looking Glass War от Джон льо Каре
5. The Green Berets от Robin Moore
6. Those Who Love от Ървинг Стоун
7. Мъжът със златния пистолет от Иън Флеминг
8. Хотел от Артър Хейли
9. The Ambassador от Морис Уест
10. Don't Stop the Carnival от Herman Wouk

## 1966
1. Долината на куклите от Джаклин Сюзан
2. The Adventurers от Харолд Робинс
3. The Secret of Santa Vittoria от Robert Crichton
4. Capable of Honor от Allen Drury
5. The Double Image от Helen MacInnes
6. The Fixer от Bernard Malamud
7. Tell No Man от Adela Rogers St. Johns
8. Тай Пан от Джеймс Клавел
9. The Embezzler от Louis Auchincloss
10. All in the Family от Edwin O'Connor

## 1967
1. Споразумението от Елия Казан
2. Самопризнанията на Нат Търнър от Уилям Стайрън
3. The Chosen от Chaim Potok
4. Топаз от Леон Урис
5. Christy от Catherine Marshall
6. Осмият ден от Торнтън Уайлдър
7. Бебето на Розмари от Айра Левин
8. The Plot от Ървинг Уолъс
9. The Gabriel Hounds от Mary Stewart
10. The Exhibitionist от Henry Sutton

## 1968
1. Летище от Артър Хейли
2. Couples от Джон Ъпдайк
3. The Salzburg Connection от Helen MacInnes
4. Един малък град в Германия от Джон льо Каре
5. Testimony of Two Men от Тейлър Колдуел
6. Preserve and Protect от Allen Drury
7. Myra Breckinridge от Гор Видал
8. Vanished от Fletcher Knebel
9. Christy от Catherine Marshall
10. The Tower of Babel от Морис Уест

## 1969
1. Синдромът Портной от Филип Рот
2. Кръстникът от Марио Пузо
3. Машина за любов от Джаклин Сюзън
4. Наследниците от Харолд Робинс
5. Щамът Андромеда от Майкъл Крайтън
6. Седемте Минути от Ървинг Уолъс
7. Naked Came the Stranger от Penelope Ashe
8. The Promise от Chaim Potok
9. The Pretenders от Gwen Davis
10. The House on the Strand от Дафни дю Морие